# Кабни
Кабни (дзонг-кэ བཀབ་ནེ་, вайли bkab-ne, лат. kabney) — шёлковый шарф, который носят вместе с гхо, традиционным мужским костюмом в Бутане.
Его изготавливают из шёлка-сырца, и он имеет размер, примерно, 90 на 300 см и обрамлён бахромой. Его носят в особых случаях и при посещениях дзонгов. Он свисает с левого плеча до правого бедра.
Цвет шарфа зависит от ранга носителя.
| Цвет шарфа                      | Статус носителя                                           |
| ------------------------------- | --------------------------------------------------------- |
| Шафрановый шарф                 | Король и Дже Кхемпо                                       |
| Оранжевый шарф                  | Члены правительства (льонпо)                              |
| Голубой шарф                    | Члены консультативного совета короля                      |
| Красный шарф                    | Мужчины-члены королевской семьи и высшие должностные лица |
| Зеленый шарф                    | Судьи                                                     |
| Белый шарф с синими полосами    | Члены национальной ассамблеи                              |
| Белый шарф с красными полосками | Главы 201 гевога                                          |
| Белый шарф                      | Рядовые граждане                                          |